# Catarina van Hemessen
Catarina van Hemessen (1528 – depois de 1587) foi uma pintora renascentista flamenga. Ela é mais antiga pintora flamenga da qual existem trabalhos existentes verificáveis.
A van Hemessen é dada frequentemente a distinção de ter criado o primeiro auto-retrato de um artista, de ambos os sexos, sentado em um cavalete. O retrato, criado em 1548, que mostra a artista nos estágios iniciais de pintar um retrato, está atualmente no Öffentliche Kunstsammlung, em Basileia. Outras pinturas de van Hemessen estão no Rijksmuseum, em Amsterdã, e na Galeria Nacional de Londres.

## Biografia

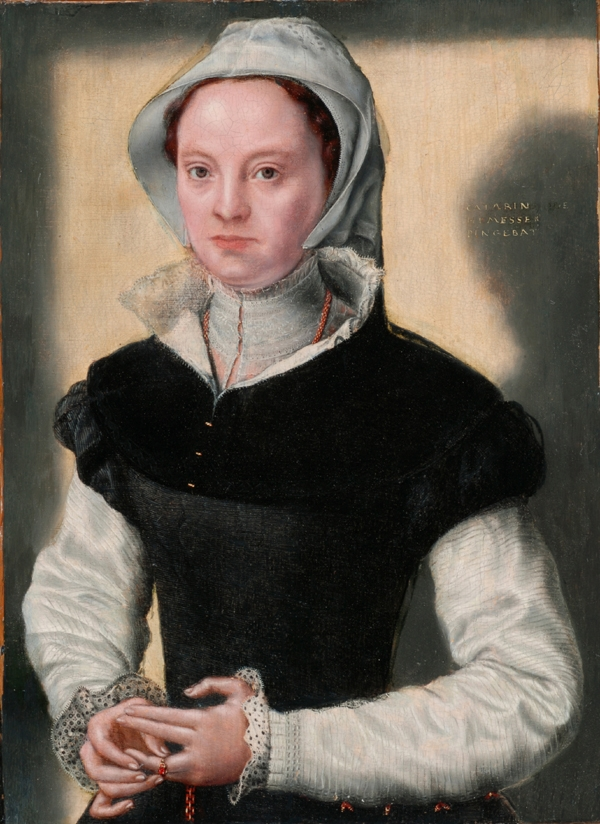
Portrait of a Lady, c. 1551. Bowes Museum, Reino Unido.

Assim como muitas pintoras renascentistas, ela era filha de um pintor, Jan Sanders van Hemessen (c. 1500 - depois de 1563), que provavelmente foi seu professor. Ela passou a criar retratos de homens ricos e de mulheres geralmente colocadas com um fundo preto.
Ela é mais conhecida por um auto-retrato, exibido em Basileia. Ela registrou o quadro no ano 1548, aos 20 anos de idade. Seu sucesso é marcado por sua boa permanência na Guilda de São Lucas e sua eventual posição como professora de três estudantes.
Catarina ganhou uma importante cliente nos anos 1540, Maria da Áustria, que atuou como regente dos Países Baixos para seu irmão Carlos V. Em 1554, van Hemessen casou-se com Christian (ou Chrétien) de Morien, um organista da Catedral de Antuérpia, que tinha na época um importante posto. Em 1556, quando Maria deixou seu posto e retornou para a Espanha, Catarina e seu marido também se mudaram, convidados pela sua freguesa, para o país. Dois anos depois, quando Maria morreu, foi dada a van Hemessen uma considerável pensão. Ela e seu marido voltaram para a Antuérpia. Ela foi mencionada na Descrição dos Países Baixos de Guicciardini, em 1567, como uma das artistas femininas vivas. Catarina faleceu depois de 1587.
Ela criou retratos caracterizados principalmente pelo realismo. Os modelos, muitas vezes sentados, geralmente eram vistos contra um fundo escuro ou neutro. Este tipo de moldura e ambientação é feita para um retrato íntimo. Não há nenhuma obra existente depois de 1554, o que leva alguns historiadores a acreditarem que sua carreira artística teria acabado depois de seu casamento.

## Obras selecionadas
- Portrait of a Lady, 1551, Galeria Nacional de Londres.
- Portrait of a Lady in 16th Century Dress, Bowes Museum

Young Woman Playing the Virginals, 1548, Cologne, Wallraf-Richartz Museum
Portrait of a Woman, c. anos 1540 - início anos 1550
Portrait of a Woman, 1548